# Kesselbach (Kochelsee)
Der Kesselbach ist ein etwa 3 km langer Zufluss des Kochelsees in Oberbayern. Seine beiden Mündungsarme heißen Altjocher Mühlbach und Mühlbach.

## Geographie

### Verlauf
Er entsteht an den Westhängen des Jochbergs in Gräben. In der Nähe des Kesselbergs unterquert er dann die Kesselbergstraße.
Im weiteren Verlauf in einem Tal mit teilweise schluchtartigen Charakter verläuft der Bach über zahlreiche Felsstufen und bildet dort auch kleinere Wasserfälle aus.
Einen weiteren schluchtartigen Einschnitt verlässt er bei Altjoch.
Dort teilt er sich in den linken Unterlauf Altjocher Mühlbach und einen lediglich als Mühlbach bezeichneten rechten Unterlauf. Beide münden unweit von Altjoch in den Kochelsee.